# Glückstadt
Glückstadt (danska: Lykstad) är en stad i förbundslandet Schleswig-Holstein, Tyskland, på den östra stranden av Elbe, vid flodarmen till bifloden Rhin. Folkmängden uppgår till cirka 
11 000 invånare.

## Historik
Glückstadt grundades 1617 av Kristian IV av Danmark, och befästes 1620 under ledning av Alexander de la Haye. Snart blev staden en viktig handelsort med närheten till Hamburg, som också ligger vid Elbe. Åren 1627–1628 var Glückstadt belägrad i 15 veckor av Johann Tserclaes Tilly utan att bli intagen. År 1814 var staden under blockad av de allierade i Napoleonkrigen och kapitulerade, varpå befästningarna förstördes. År 1830 fick man status som frihamn. Preussen erövrade staden från Danmark 1866.

## Bildgalleri

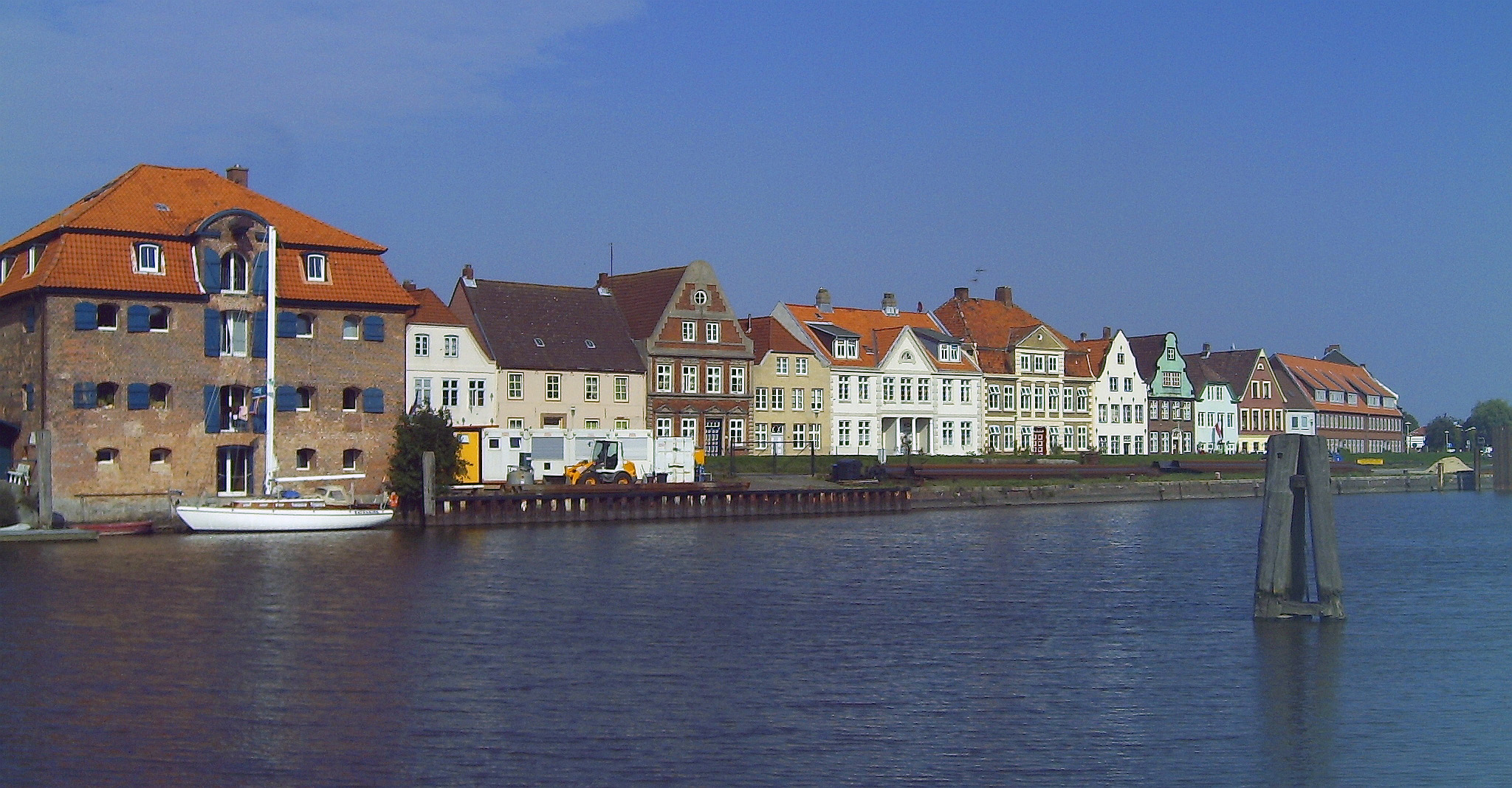
Hus vid hamnen.
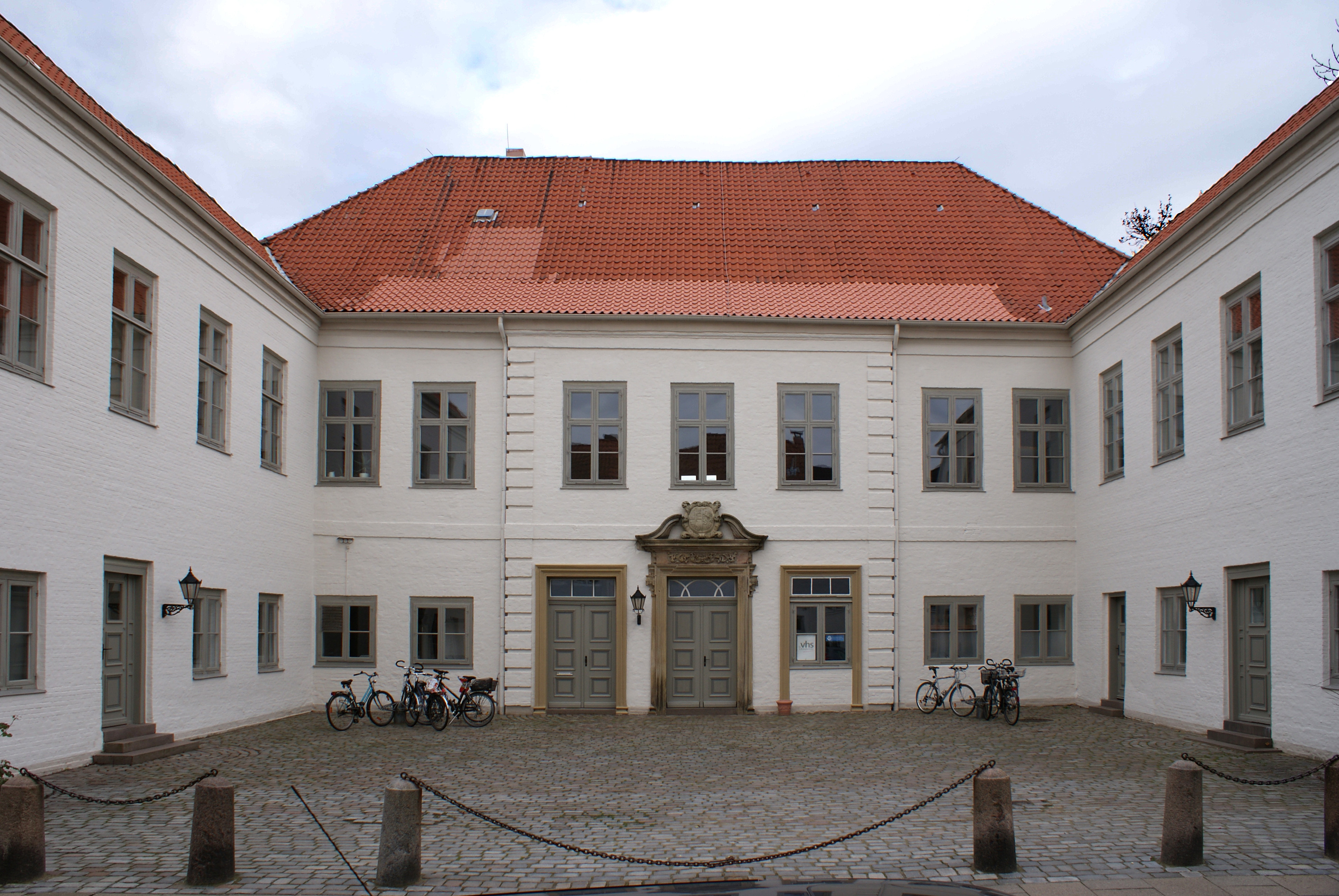
Wasmerpalatset.
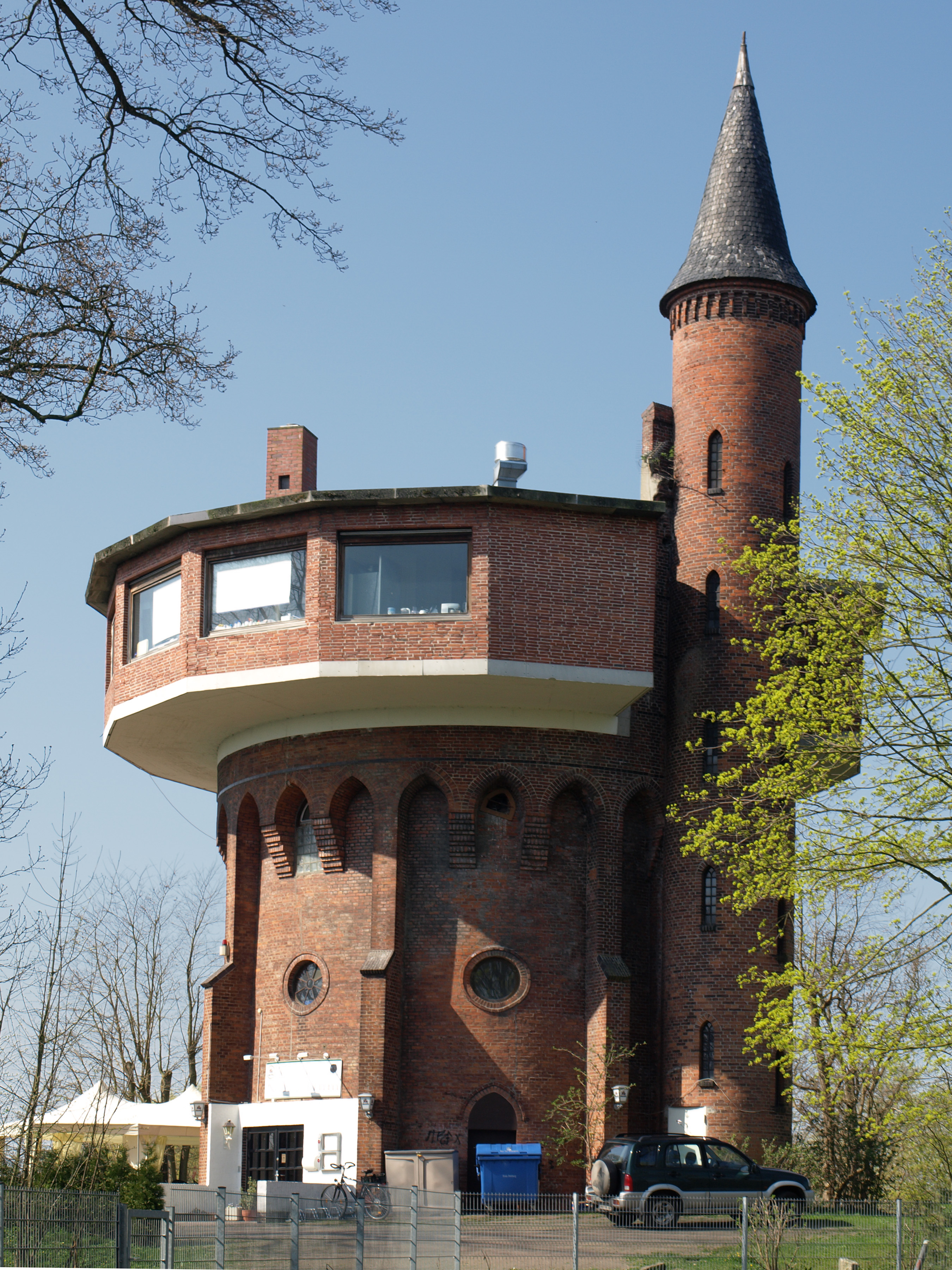
Vattentorn.
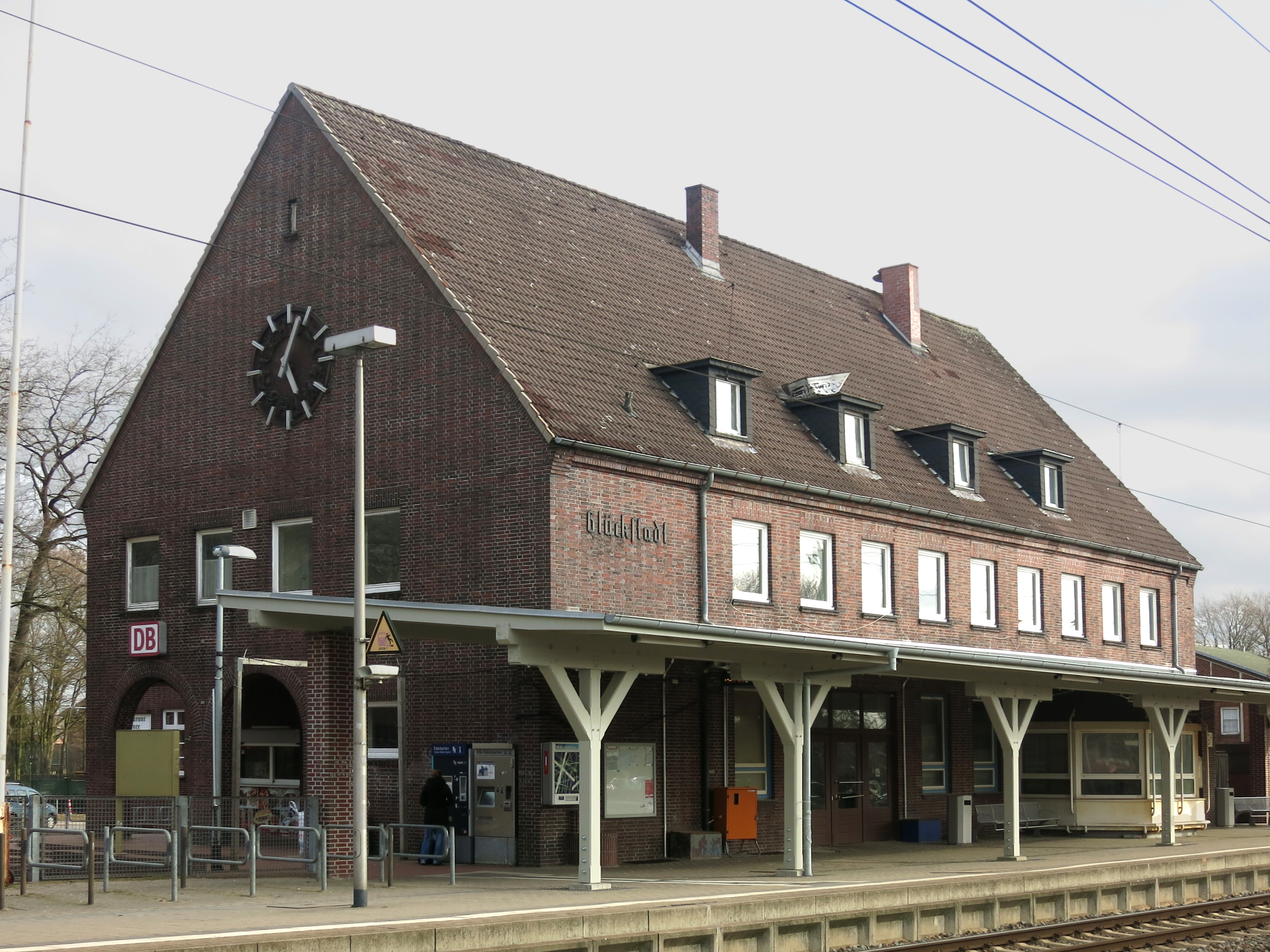
Järnvägsstationen.
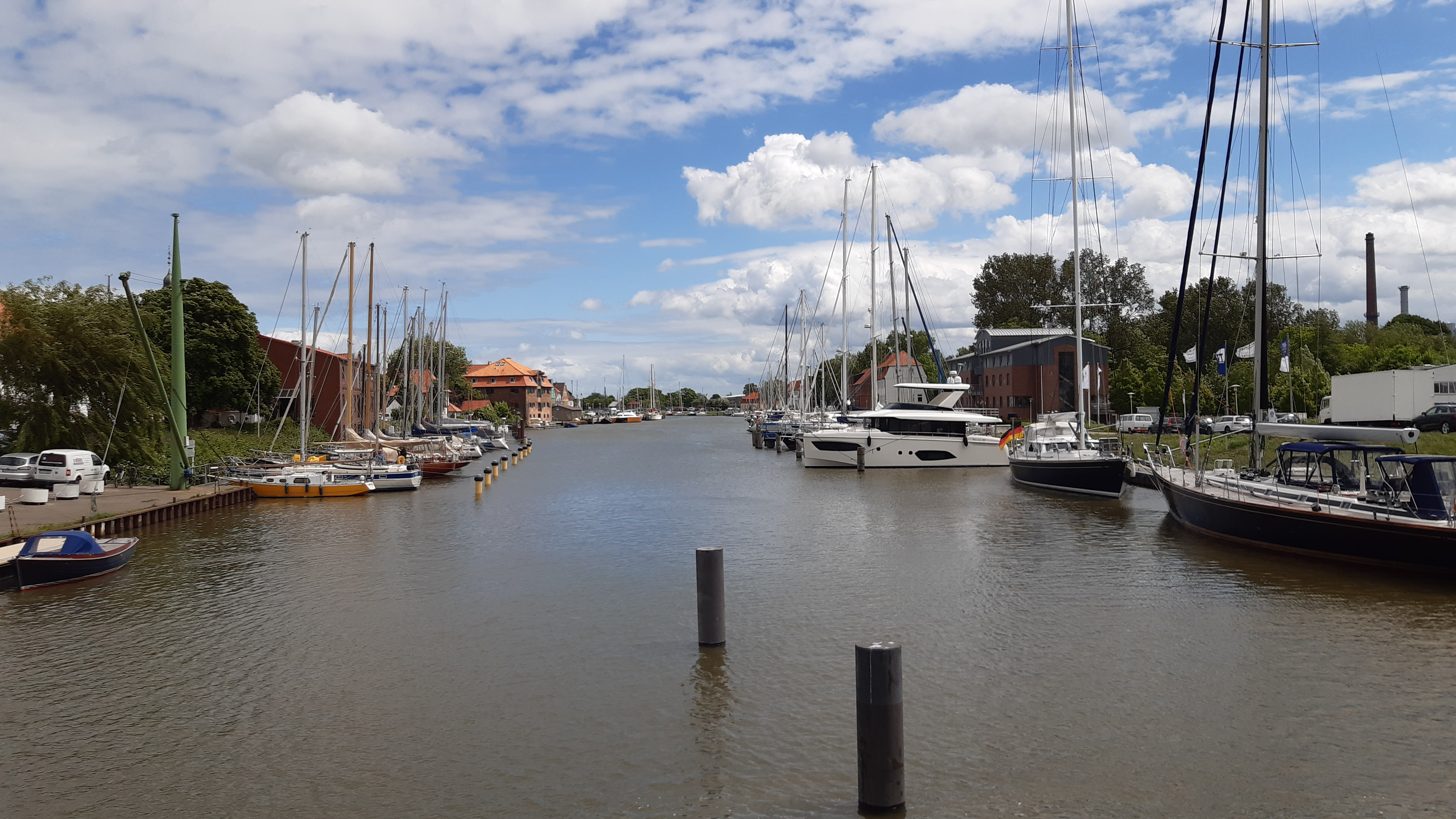
Småbåtshamnen.
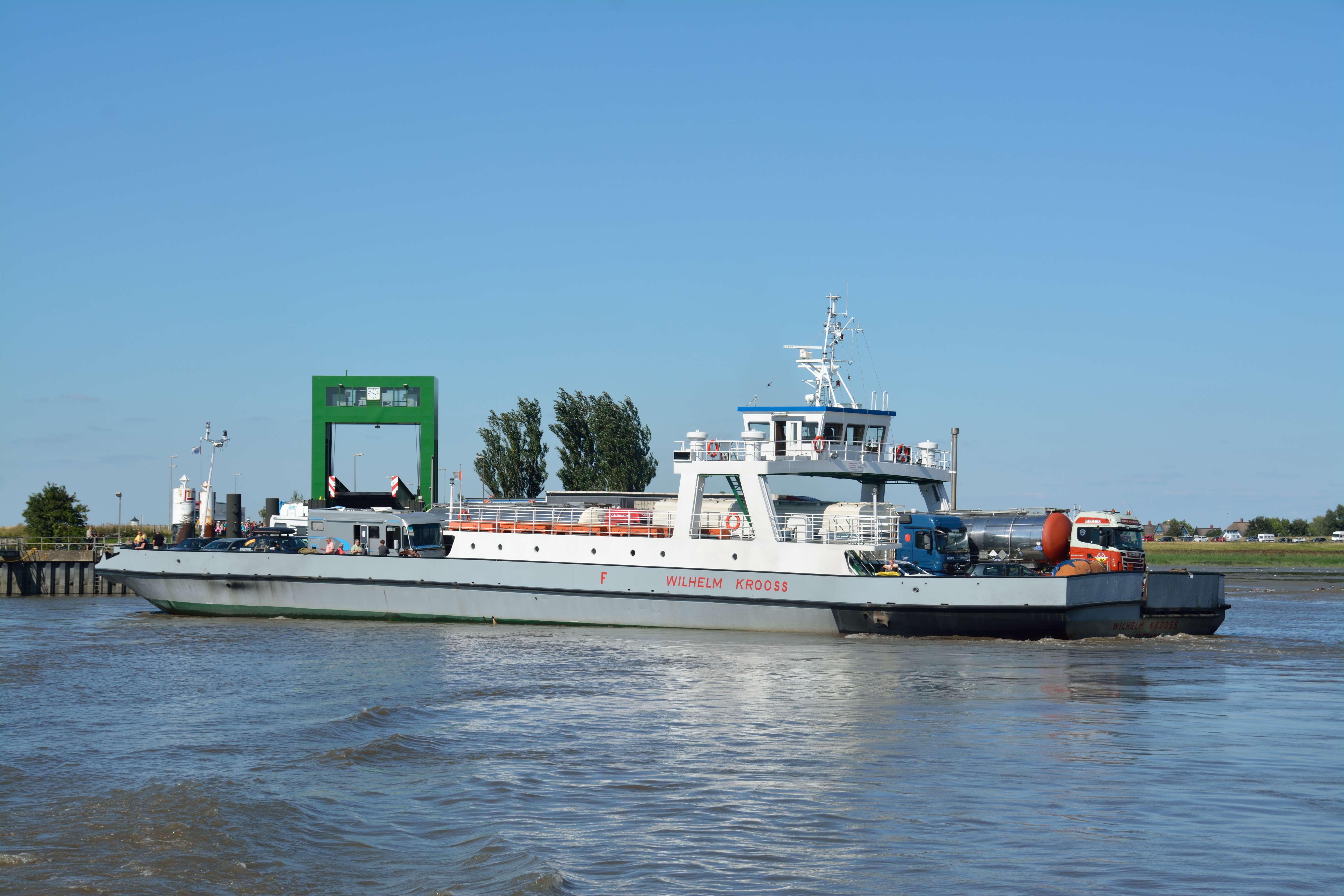
Flodfärja.